# Ronaldinho
Ronaldo de Assis Moreira zkráceně jen Ronaldinho (* 21. března 1980, Porto Alegre), je bývalý brazilský fotbalista. S národním týmem vyhrál MS 2002 a CA 1999. Na klubové úrovni vyhrál jednou LM (2005/06), Pohár osvoboditelů (2013) a Jihoamerický superpohár (2014). Také slavil tituly ve Španělsku (2004/05 a 2005/06) a v Itálii (2010/11).
Vyhrál anketu Zlatý míč (Zlatý míč 2005) a dvakrát byl vyhlášen Fotbalistou roku FIFA (2004 a 2005) a jednou Fotbalistou roku Jižní Ameriky (2013). Pelé ho roku 2004 zařadil mezi 125 nejlepších žijících fotbalistů.
V roce 2020, během výletu v Paraguayi, byl zadržen policií, která u něj objevila falešný pas. Ve vězení oslavil i své 40. narozeniny.

## Klubová kariéra

### Grêmio
Ke zkrácenému jménu přišel v době mládí když byl mezi spoluhráči obvykle nejmenší, také i kvůli skutečností, že v roce 1999, kdy debutoval v národním týmu, byl přítomen Ronaldo. Na Mistrovství světa ve fotbale hráčů do 17 let v roce 1997 nosil na dresu své původní jméno Ronaldo.
V roce 1995 byl poprvé povolán do mládežnických výběrů klubu Grêmia. V únoru 1997 podepsal svou první profesionální smlouvu. První utkání odehrál 4. března 1998 v Poháru osvoboditelů proti CR Vasco da Gama (1:0). Celkem za 4 roky odehrál 125 utkání a vstřelil 58 branek. Jedinou trofej kterou s klubem získal bylo vítězství ligy v regionu Gaúcho (Campionato Gaúcho 1999).

### PSG
Francouzský klub Paris Saint-Germain FC oznámil 17. ledna 2001 jeho koupi, čímž vzbudila kontroverzi s mateřským klubem, který k převodu nedal souhlas. O přestupu rozhodovaly jak soudy tak i FIFA, která uložila náhradu brazilského klubu. Kvůli tomuto sporu nemohl hrát, sama FIFA schválila registraci hráče v srpnu 2001.
Debut měl 11. srpna 2001 proti Auxerre (1:1).  První branku vstřelil 14. října proti Lyonu (2:2).  Sezonu zakončil devíti brankami a 4. místem v tabulce. V další sezoně se ukázal jako nejlepší hráč svého klubu, ale nezabránil 11. místu v ligové tabulce. Dal najevo odejít z klubu. Ve dvou sezónách za francouzský klub odehrál celkem 77 utkání a vstřelil 25 branek. Největším úspěchem bylo prohrané finále domácího poháru 2002/03.

### Barcelona
V červenci 2003 ho koupila FC Barcelona a zaplatila za něj 32 milionů Euro a přetáhla Ronaldinha favorizovanému Manchesteru United. K prvnímu utkání nastoupil 30. srpna 2003 proti Bilbau (1:0) a první branku vstřelil proti Seville (1:1) 3. září. Za sezonu vstřelil celkem 22 branek a stal se nejlepším střelcem týmu. V další sezoně získal svůj první ligový titul. Ročník 2005/06 obhájil ligový titul i díky vítězství nad Realem kde vstřelil dvě branky. Druhá branka byla dosažena únikem s míčem, obešel protihráče a zasloužil si potlesk celého stadionu Realu při opuštění hřiště. Vyhrál anketu Zlatý míč  Sezonu zakončil vítězstvím v LM když porazil Arsenal (2:1). 
Sezóna 2006/07 začal vítěznou obhajobou španělským superpohárem, pak prohrál utkání o Superpohár UEFA.  Během sezony se zúčastnil Mistrovství světa klubů, kde prohrál ve finále nad SC Internacional (0:1). V lize se obhajoba nepodařila kvůli negativním skóre nad Realem.
V následujícím sezoně 2007/08 měl časté zdravotní potíže a do základní sestavy se dostával sporadicky. Přišel nový trenér Josep Guardiola. Nový trenér začal s obměnou kádru a oznámil Ronaldinhovi, že už s ním příští rok nepočítá a může si začít hledat nové angažmá. Největší zájem o něj projevily kluby Manchester City a AC Milan. 
Celkem za Barcelonu odehrál 207 utkání a vstřelil 94 branek. Získal s ní celkem 5 trofejí.

### Milán
Hráč odmítl nabídku klubu Manchester City a raději podepsal italským klubem AC Milán. Přestupová částka byla 22 milionu Euro plus bonus 1,05 milionu Euro za každou odehranou sezónu.
K prvnímu utkání nastoupil 31. srpna proti Bologni (1:2). Ve vítězném derby konané 28. září nad Interem (1:0) vstřelil první branku za Rossoneri. Jenže během sezony se potýkal s špatnou kondicí a do zápasů nastupoval jako střídající hráč. Věci došly tak daleko, že přemýšlel o přestupu. Sezonu dokončil s 10 brankami a bez trofeje.
Nová sezona 2009/10 byla lepší. Nový trenér Leonardo jej z útočícího záložníka dal na levou stranu v útočné formaci 4–3–3. A dařilo se mu. Na konci roku byl podle magazínu World Soccer vyhlášen fotbalistou desetiletí.  Sezonu v lize dokončil na 3. místě v tabulce a stal se nejlepším střelcem klubu s 15 brankami. 
I když byli informace o odchodu , nakonec sezonu 2010/11 zahájil v dresu Rossoneri s novým trenérem Allegrim. Během první poloviny sezóny byl součástí útoku, kam přibyli dva noví hráči: Ibrahimović a Robinho. Jenže postupem času už moc nehrál  a raději v lednu odešel do brazilského klubu CR Flamengo. I když opustil klub v polovině sezóny, stále měl nárok na medaili pro vítěze ligy, kterou v sezoně AC Milán získal. Celkem za Rossoneri odehrál 95 utkání a vstřelil 26 branek.

### Flamengo
Do Flamenga odešel za 3 mil. Euro, podepsal smlouvu do roku 2014 a při přivítání ho na stadionu vítalo více než 20 000 fanoušků. První utkání odehrál 2. února 2011 proti Nova Iguaçu FC (1:0) a v příštím kole vstřelil první branku proti Boavista SC (3:2) vše při šampionátu Carioca, kterou i vyhrál. Dne 31. května 2012, žaloval klub za nezaplacení výplaty po dobu čtyř měsíců a zrušil smlouvu. Celkem odehrál 72 utkání a vstřelil 28 branek.

### Mineiro
Po výpovědi již 4. června podepsal novou smlouvu s klubem CA Mineiro. První utkání odehrává 9. června proti Palmeiras (1:0). První branku vstřelil 23. června proti Náuticu (5:1). Sezonu ukončil 2. místem v tabulce a přímý postup do Poháru osvoboditelů 2013. Na konci sezony vyhrál anketu o nejlepšího hráče ligy. S klubem podepsal novou smlouvu na další ročník 2013. Vyhrál šampionát Mineiro. Dne 24. července 2013 vyhrál Pohár osvoboditelů díky penaltám při nerozhodném zápase (2:2) nad paraguayským klubem Club Olimpia. Během soutěže vstřelil čtyři branky a na osm je nahrál, což mu vyneslo první místo v žebříčku nahrávačů. Tímto vítězstvím se stal prvním hráčem, který kdy vyhrál během své kariéry MS, Jihoamerický pohár, Zlatý míč, LM a Pohár osvoboditelů. Na konci září 2013 se zranil a vrátil se až na turnaj Mistrovství světa klubů. Tam oslavil 3. místo Díky vstřeleným brankám na turnaji se stal prvním hráčem, který v této soutěži skóroval se dvěma různými týmy (FC Barcelona a CA Mineiro). Dne 31. prosince byl vyhlášen nejlepším fotbalistou roku Jižní Ameriky.
Opět prodloužil o rok s klubem smlouvu a 24. července 2014 vyhrál Jihoamerický superpohár nad klubem Lanús (0:1 a 4:3 po prodl.). To bylo poslední utkání které odehrál, protože pak s klubem rozvázal smlouvu. Celkem za Mineiro odehrál 85 utkání ve kterých vstřelil 27 branek a získal tři trofeje.

### Querétaro
Dne 5. září 2014 byl oznámen podpis s mexickým klubem Querétaro FC na dvě sezony. Při svém prvním utkání neproměňuje penaltu a prohrává 0:1. První branku vstřelil 22. září. Během sezony moc nepřesvědčil svými výkony majitele klubu a zejména fanoušky, kteří mu vyčítali nedostatek profesionálního nasazení (často vynechával tréninky). Nakonec vydržel jednu sezonu a 20. června 2015 bylo oznámeno ukončení smlouvy.

### Fluminense
Dne 11. července 2015, oznámil návrat do Brazílie a podepsali smlouvu na 18 měsíců s klubem Fluminense, ale 28. září, po vzájemné dohodě ukončil smlouvu. Během svého dvouměsíčního působení v klubu absolvoval devět utkání, nezapůsobil a byl fanoušky silně kritizován.
Po ukončení smlouvy už hraje jen exhibiční utkání.
Oficiální konec kariéry oznámil 16. ledna 2018.

## Reprezentační kariéra
První zkušenosti s reprezentací měl již na MS U17 1997, kde slavil zlatou medaili a vešel se do All stars týmu turnaje. Zúčastnil se i MS U20 1999. Tam se dostal s reprezentací do čtvrtfinále.
První utkání za seniorskou reprezentaci odehrál proti Lotyšsku (3:0) 26. června 1999, zaznamenal dvě nahrávky. První branku vstřelil o čtyři dny později proti Venezuely (7:0) na turnaji vítězném turnaji Copa América. Zúčastnil se i na Konfederační pohár FIFA 1999|Konfederačním poháru který také vyhrál a navíc se stal nejlepším střelcem i hráčem.
Následně se podílel na vítězném tažení na MS 2002. Hlavně ve čtvrtfinále proti Anglii byl fantastický. Vstřelil krásnou branku 35 metrové dálky. Krátce po vstřelené brance dostal za faul červenou kartu. Stal se členem All stars týmu turnaje.
Do dalšího MS 2006 si zahrál ještě na dvou Konfederačních pohárech 2003 a 2005. MS 2006 neobhájil a skončil již ve čtvrtfinále. Posledním velkým turnajem byli bronzové OH 2008.
Poslední utkání odehrál s kapitánskou páskou 25. dubna proti Chile (2:2). Odehrál celkem 97 utkání a vstřelil 33 branek za Brazílii a získal s ní tři velké vítězství (Copa América 1999, Mistrovství světa ve fotbale 2002 a Konfederační pohár FIFA 2005).

## Přestupy
- z Grêmio FBPA do Paris St.-Germain FC za 5 000 000 Euro
- z Paris St.-Germain FC do FC Barcelona za 32 250 000 Euro
- z FC Barcelona do AC Milán za 24 150 000 Euro
- z AC Milán do CR Flamengo za 3 000 000 Euro
- z CR Flamengo do CA Mineiro zadarmo
- z CA Mineiro do Querétaro FC zadarmo
- z Querétaro FC do Fluminense FC zadarmo

## Hráčská statistika
| Sezóna         | Klub                 | Liga             | Liga   | Liga  | Ligové poháry | Ligové poháry | Ligové poháry | Kontinentální poháry          | Kontinentální poháry | Kontinentální poháry | Celkem | Celkem |
| Sezóna         | Klub                 | Soutěž           | Zápasy | Góly  | Soutěž        | Zápasy        | Góly          | Soutěž                        | Zápasy               | Góly                 | Zápasy | Góly   |
| -------------- | -------------------- | ---------------- | ------ | ----- | ------------- | ------------- | ------------- | ----------------------------- | -------------------- | -------------------- | ------ | ------ |
| 1998           | Grêmio FBPA          | CG+Série A       | 7+14   | 2+1   | BP            | 2             | 0             | PO+JAP                        | 10+5                 | 1+2                  | 38     | 6      |
| 1999           | Grêmio FBPA          | CG+Série A       | 17+17  | 15+4  | BP            | 3             | 0             | JAP                           | 4                    | 2                    | 41     | 21     |
| 2000           | Grêmio FBPA          | CG+Série A       | 13+21  | 11+14 | BP            | 3             | 3             | -                             | 0                    | 0                    | 37     | 28     |
| 2001/02        | Paris St.-Germain FC | División 1       | 28     | 9     | FP+FLP        | 2+4           | 0+2           | UEFA                          | 6                    | 2                    | 40     | 13     |
| 2002/03        | Paris St.-Germain FC | Ligue 1          | 27     | 8     | FP+FLP        | 5+1           | 3+0           | UEFA                          | 4                    | 1                    | 37     | 12     |
| 2003/04        | FC Barcelona         | Primera División | 32     | 15    | ŠP            | 6             | 3             | UEFA                          | 4                    | 4                    | 45     | 22     |
| 2004/05        | FC Barcelona         | Primera División | 35     | 9     | ŠP            | 0             | 0             | LM                            | 7                    | 4                    | 42     | 13     |
| 2005/06        | FC Barcelona         | Primera División | 29     | 17    | ŠP+ŠS         | 2+2           | 1+1           | LM                            | 12                   | 7                    | 45     | 26     |
| 2006/07        | FC Barcelona         | Primera División | 32     | 21    | ŠP+ŠS         | 4+2           | 0             | LM+ES+Mistrovství světa klubů | 8+1+2                | 2+0+1                | 49     | 24     |
| 2007/08        | FC Barcelona         | Primera División | 17     | 8     | ŠP            | 1             | 0             | LM                            | 8                    | 1                    | 26     | 9      |
| 2008/09        | AC Milán             | Serie A          | 29     | 8     | IP            | 1             | 0             | UEFA                          | 6                    | 2                    | 36     | 10     |
| 2009/10        | AC Milán             | Serie A          | 36     | 12    | IP            | 0             | 0             | LM                            | 7                    | 3                    | 43     | 15     |
| 2010/11        | AC Milán             | Serie A          | 11     | 0     | IP            | 0             | 0             | LM                            | 5                    | 1                    | 16     | 1      |
| 2011           | CR Flamengo          | CC+Série A       | 13+31  | 4+14  | BP            | 5             | 1             | JAP                           | 3                    | 2                    | 52     | 21     |
| led.-kvě. 2012 | CR Flamengo          | CC+Série A       | 10+2   | 4+1   | -             | 0             | 0             | PO                            | 8                    | 2                    | 20     | 7      |
| čer.-pro. 2012 | CA Mineiro           | Série A          | 32     | 9     | -             | 0             | 0             | -                             | 0                    | 0                    | 32     | 9      |
| 2013           | CA Mineiro           | CM+Série A       | 6+14   | 4+7   | BP            | 2             | 0             | PO+Mistrovství světa klubů    | 14+2                 | 4+2                  | 38     | 17     |
| 2014           | CA Mineiro           | CM+Série A       | 4+2    | 0     | BP            | 0             | 0             | PO+JAS                        | 7+1                  | 1+0                  | 15     | 1      |
| 2014/15        | Querétaro FC         | Primera División | 25     | 8     | MP            | 4             | 0             | -                             | 0                    | 0                    | 29     | 8      |
| 2015           | Fluminense FC        | CC+Série A       | 0+7    | 0     | BP            | 2             | 0             | -                             | 0                    | 0                    | 9      | 0      |
| Celkově        | Celkově              | Celkově          | 511    | 205   | -             | 51            | 14            | -                             | 128                  | 43                   | 690    | 262    |

## Reprezentační statistika

### Statistika na velkých turnajích
| Reprezentace | Rok  | Zápasy              | Zápasy | Zápasy       | Zápasy           | Zápasy           | Zápasy         |
| Reprezentace | Rok  | Fáze turnaje        | Datum  | Soupeř       | Odehraných minut | Vstřelené branky | Výsledek       |
| ------------ | ---- | ------------------- | ------ | ------------ | ---------------- | ---------------- | -------------- |
| Brazílie     | 1999 | 1. zápas ve skupině | 30. 6. | Venezuela    | 20               | 1                | 7:0            |
| Brazílie     | 1999 | 2. zápas ve skupině | 3. 7.  | Mexiko       | 10               | 0                | 2:1            |
| Brazílie     | 1999 | 3. zápas ve skupině | 6. 7.  | Chile        | 45               | 0                | 1:0            |
| Brazílie     | 1999 | Semifinále          | 14. 7. | Mexiko       | 15               | 0                | 2:0            |
| Brazílie     | 2000 | 1 zápas ve skupině  | 14. 9. | Slovensko    | 79               | 0                | 3:1            |
| Brazílie     | 2000 | 2 zápas ve skupině  | 17. 9. | Jižní Afrika | 90               | 0                | 1:3            |
| Brazílie     | 2000 | 3 zápas ve skupině  | 20. 9. | Japonsko     | 65               | 0                | 1:0            |
| Brazílie     | 2000 | Čtvrtfinále         | 23. 9. | Kamerun      | 113              | 1                | 1:2 v (prodl.) |
| Brazílie     | 2002 | 1. zápas ve skupině | 3. 6.  | Turecko      | 67               | 0                | 2:1            |
| Brazílie     | 2002 | 2. zápas ve skupině | 8. 6.  | Čína         | 45               | 1                | 4:0            |
| Brazílie     | 2002 | Osmifinále          | 17. 6. | Belgie       | 81               | 0                | 2:0            |
| Brazílie     | 2002 | Čtvrtfinále         | 21. 6. | Anglie       | 57               | 1                | 2:1            |
| Brazílie     | 2002 | Finále              | 30. 6. | Německo      | 85               | 0                | 2:0            |
| Brazílie     | 2006 | 1. zápas ve skupině | 13. 6. | Chorvatsko   | 90               | 0                | 1:0            |
| Brazílie     | 2006 | 2. zápas ve skupině | 18. 6. | Austrálie    | 90               | 0                | 2:0            |
| Brazílie     | 2006 | 3. zápas ve skupině | 22. 6. | Japonsko     | 71               | 0                | 4:1            |
| Brazílie     | 2006 | Osmifinále          | 27. 6. | Ghana        | 90               | 0                | 3:0            |
| Brazílie     | 2006 | Čtvrtfinále         | 1. 7.  | Francie      | 90               | 0                | 0:1            |
| Brazílie     | 2008 | 1 zápas ve skupině  | 7. 8.  | Belgie       | 90               | 0                | 1:0            |
| Brazílie     | 2008 | 2 zápas ve skupině  | 10. 8. | Nový Zéland  | 90               | 2                | 5:0            |
| Brazílie     | 2008 | 3 zápas ve skupině  | 13. 8. | Čína         | 90               | 0                | 3:0            |
| Brazílie     | 2008 | Čtvrtfinále         | 16. 8. | Kamerun      | 90               | 0                | 2:0 v (prodl.) |
| Brazílie     | 2008 | Semifinále          | 19. 8. | Argentina    | 90               | 0                | 0:3            |
| Brazílie     | 2008 | O 3. místo          | 22. 8. | Belgie       | 90               | 0                | 3:0            |

## Úspěchy

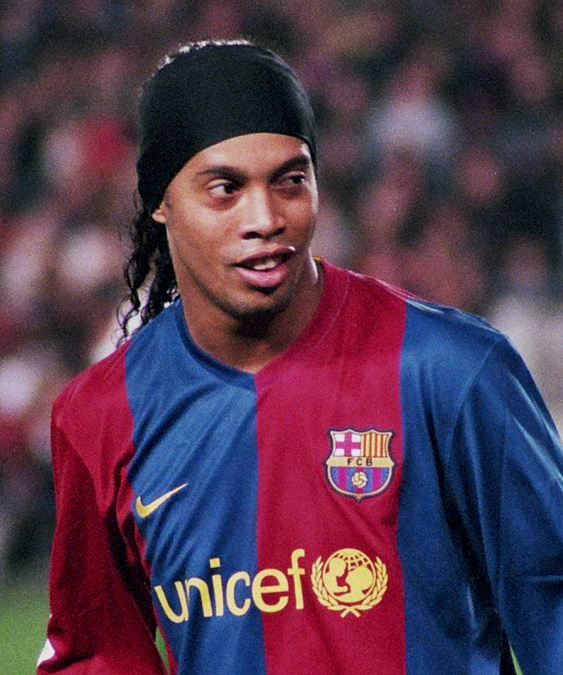
Ronaldinho, FC Barcelona, 2007

### Klubové
- 1× vítěz ligy Gaúcho (1999)
- 1× vítěz ligy Carioca (2011)
- 1× vítěz ligy Mineiro (2014)
- 2× vítěz španělské ligy (2004/05, 2005/06)
- 1× vítěz italské ligy (2010/11)
- 2× vítěz španělského superpoháru (2005, 2006)
- 1× vítěz Ligy mistrů (2005/06)
- 1× vítěz Poháru osvoboditelů (2014)
- 1× vítěz poháru Intertoto (2001)
- 1× vítěz jihoamerického superpoháru (2014)

### Reprezentační
- 2× na MS (2002 - zlato, 2006)
- 1× na CA (1999 - zlato)
- 3× na Konfederačního poháru (1999 - stříbro,2003, 2005 - zlato)
- 2× na OH (2000, 2008 - bronz)
- 1× na MJA U20 (1999 - bronz)
- 1× na MS U20 (1999 - zlato)

### Individuální
- 2× vítěz Fotbalista roku (FIFA) (2004, 2005)
- 1× vítěz Zlatý míč (2005)
- 2× Nejlepší hráč podle časopisu World Soccer (2004, 2005)
- 1× vítěz Fotbalista roku Jižní Ameriky (2013)
- 1× Nejlepší hráč na Konfederačním poháru (1999)
- 1× Nejlepší střelec na Konfederačním poháru (1999)
- 2× Nejlepší střelec Campeonato Gaúcho (1999)
- 2× Nejlepší zahraniční hráč španělské ligy (2003/04, 2005/06)
- 3x Nejlepší fotbalista brazilské ligy (2000, 2011, 2012)
- 1× Nejlepší útočník UEFA (2005)
- 1× UEFA Club Footballer of the Year (2005/06)[74]
- 1× Nejlepší hráč FIFPro (2005)
- All Stars Ligy (2000, 2011)
- All Stars Team UEFA (2004, 2005, 2006)
- All Stars Team ESM (2004, 2005, 2006)
- All Stars Team FIFPro (2005, 2006, 2007)
- All Stars Team MS (2002)
- Nejlepší fotbalista desetiletí podle časopisu World Soccer (2000-2009)
- člen klubu Golden Foot